# کژودا (استان لوبلین)
کژودا (به لهستانی:  Krzywda) یک روستا در لهستان است که در گمینا کژودا واقع شده‌است. کژودا  ۱٬۴۰۰ نفر جمعیت دارد.